# Storia della metropolitana di Parigi

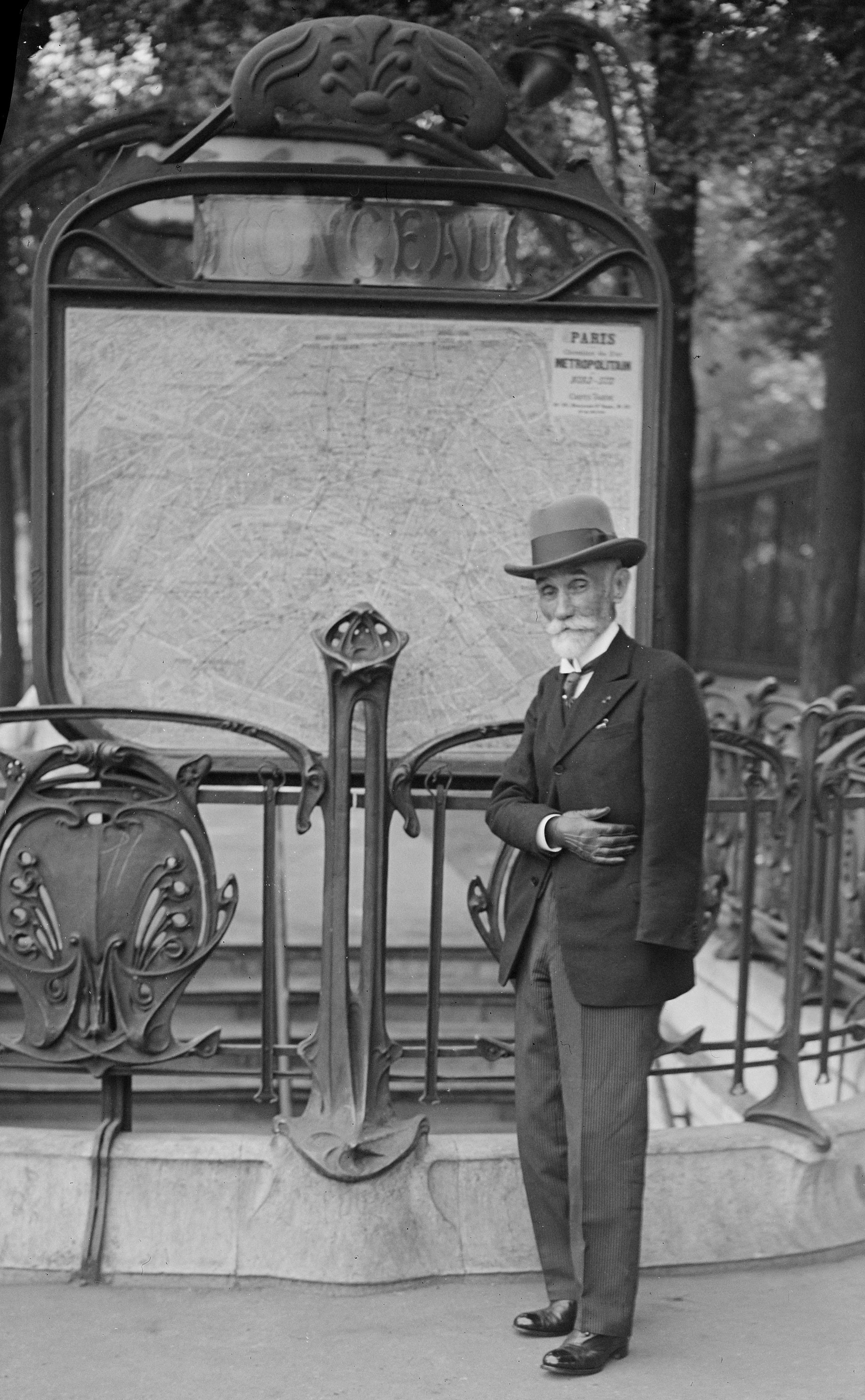
Fulgence Bienvenüe, ideatore del metrò di Parigi, in posa davanti all'ingresso in ferro battuto di una stazione, opera di Hector Guimard.

La storia della Metropolitana di Parigi inizia a metà del XIX secolo, allorché l'amministrazione della città di Parigi, per decongestionare il traffico di superficie, iniziò a pensare ad un treno metropolitano sotterraneo. Ci volle tuttavia un altro mezzo secolo perché, sotto la spinta dell'imminente Esposizione universale del 1900, il progetto potesse essere messo in pratica.
Il successo dell'apertura della prima linea, avvenuta il 19 luglio 1900, spinse l'ingegner Fulgence Bienvenüe a concepire una rete via via più estesa; alla vigilia della seconda guerra mondiale il sistema comprendeva 14 linee (159 km di lunghezza e 332 stazioni) e così rimase fino al 1948, quando fu istituita la RATP, azienda di trasporto pubblico parigina, che riprese la spinta all'allungamento e alla modernizzazione degli impianti.
Nel 1998, con l'apertura della linea 14 senza conducente, il metrò di Parigi entra in una nuova era, quella dell'automazione integrale. All'inizio del XXI secolo il metrò serve capillarmente Parigi e la sua Banlieue.

## Le origini
La metropolitana di Parigi trae le sue origini da anni di dibattiti, di progetti più o meno velleitari e di braccio di ferro tra lo Stato, favorevole ad una rete sotterranea a scartamento metrico connessa a quella di superficie e la città di Parigi, che voleva un collegamento esclusivamente urbano, con stazioni molto ravvicinate e scartamento ridotto, che avrebbe estromesso dalla gestione le grandi compagnie ferroviarie.
Verso il 1845, la città di Parigi e le aziende ferroviarie iniziarono a discutere della possibilità di creare una rete ferroviaria metropolitana nella capitale francese, ma solo nel 1871, dopo le prime elezioni municipali, l'argomento fu messo all'ordine del giorno al Consiglio Generale del Dipartimento della Senna, ma in questo caso si trattava di un progetto di ferrovia regionale per tutto il Dipartimento, a metà tra un omnibus e un tram. All'epoca le ferrovie a Parigi erano costituite solo dalle linee facenti riferimento alle nove principali stazioni ferroviarie di testa e alle sei di transito.
Fra il 1856 e il 1890 diversi progetti furono elaborati, ma senza risvolti pratici. Tra di essi emergevano però quello di una rete all'aria aperta e quello di una rete sotterranea. Il primo era contestato per il forte impatto ambientale, il secondo per la presunta scarsa sicurezza.
In questo periodo più o meno gli stessi dibattiti avevano luogo a Londra e New York, e si risolvevano con la scelta di prolungare le comuni linee ferroviarie in città prima di costruire una linea specifica (a scartamento differente): così Londra mise in servizio nel 1863 una linea circolare urbana collegante le varie stazioni. Nel 1890, la prima vera linea metropolitana londinese - sotterranea, elettrica e a scartamento ridotto - (il « Tube ») è inaugurata. Nel 1867, New York crea una ferrovia urbana a vapore tutta sviluppata su viadotti (il primo vero metrò - l'IRT, a scartamento ridotto - sarà attivato nel 1902). Infine, nel 1896, Budapest inaugura una linea tramviaria interamente sotterranea, il « Földalatti ».
La congestione del traffico veicolare urbano a Parigi, l'esempio delle capitali straniere e l'incombente Expo 1900 spinsero le autorità ad accelerare i progetti. Lo Stato diede il via libera alla città di Parigi. Il 20 aprile 1896 il consiglio municipale approva il progetto degli ingegneri Fulgence Bienvenüe e Edmond Huet e il «chemin de fer métropolitain» (ferrovia metropolitana) è dichiarato d'interesse pubblico.

## La prima linea

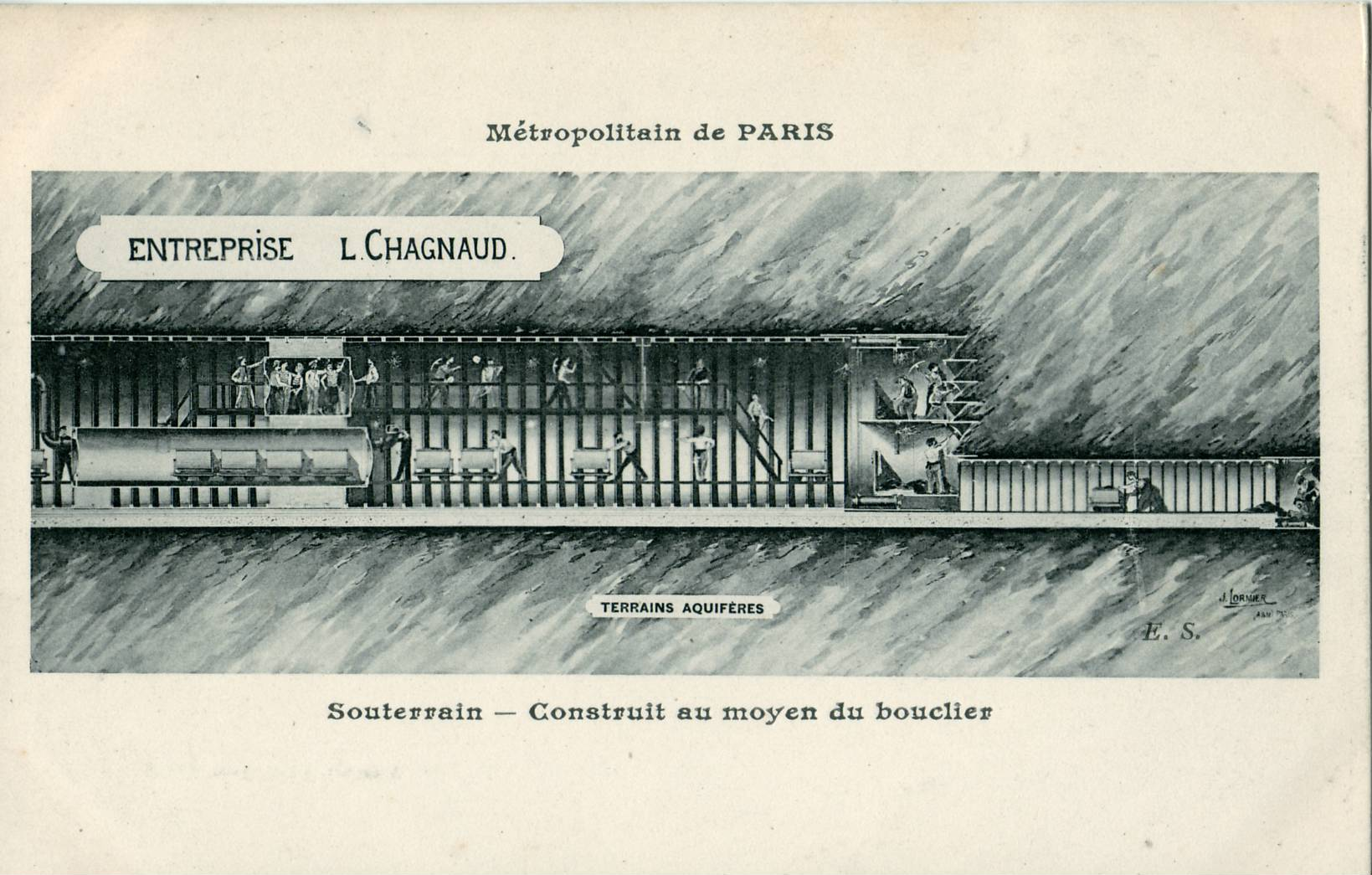
Schema di costruzione della prima linea.

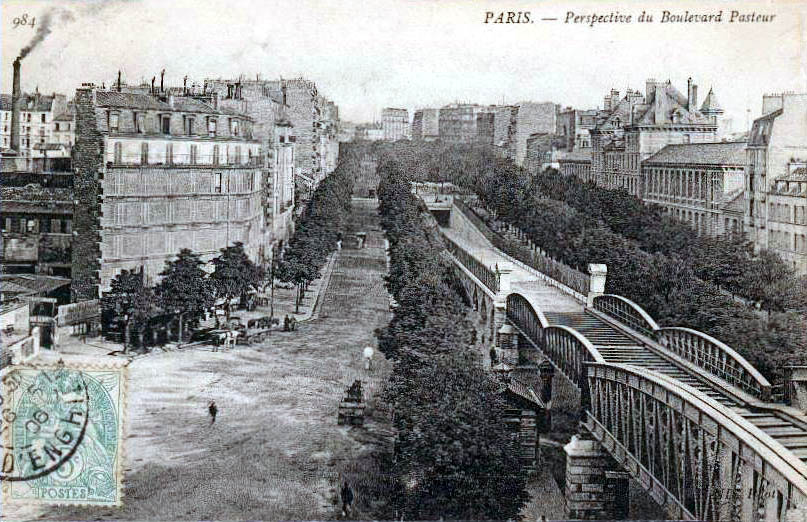
Fine del cantiere di costruzione della linea 2sud fra Sèvres - Lecourbe e Pasteur e posa dei binari.

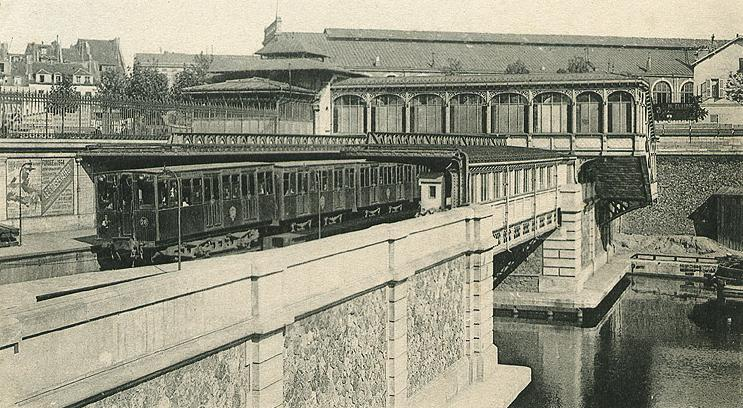
La stazione Bastille della linea 1 nel 1903 con un convoglio «Thomson-double».

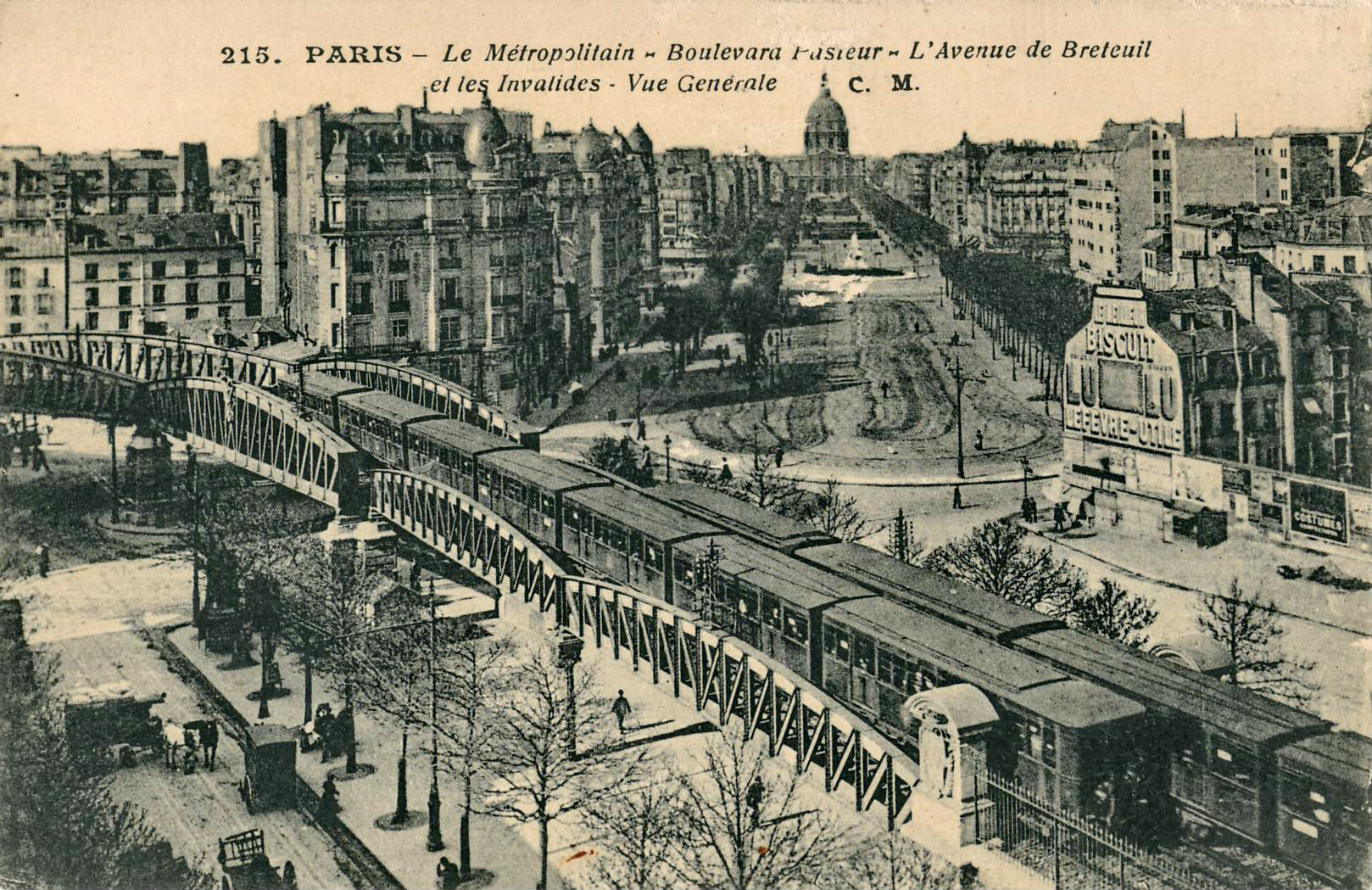
Viadotto della linea 2 sud (futura 6) su boulevard Pasteur verso il 1910.

Il progetto di ferrovia metropolitana per trasporto di passeggeri prevedeva sei linee:
1. Porte de Vincennes - Porte Dauphine
2. Étoile - Nation
3. Porte Maillot - Ménilmontant
4. Porte de Clignancourt - Porte d'Orléans
5. Boulevard de Strasbourg (Gare de l'Est) - Pont d'Austerlitz
6. Cours de Vincennes - Place d'Italie

Vengono pianificate altre tre linee: Place Valhubert - Quai de Conti, Place du Palais-Royal - Place du Danube e Auteuil - Place de l'Opéra.
Nel progetto fu specificato che la linea sarebbe stata sotterranea, a trazione elettrica, scartamento ridotto e non avrebbe oltrepassato le porte della città. La pendenza non avrebbe superato il 40x1000. La lunghezza delle stazioni fu fissata in 75 metri.
I lavori della linea 1 partirono il 4 ottobre 1898 nel quadro di un accordo stipulato tra la città di Parigi e la neocostituita Compagnie du chemin de fer métropolitain de Paris (CMP), che affida al pubblico la realizzazione di tunnel e stazioni,  al privato i binari e gli ingressi.
Dal novembre 1898, l'amministrazione comunale di Parigi intraprende i lavori preparatori per la costruzione della prima linea della metropolitana: realizzazione delle gallerie di servizio fra il tracciato e la Senna per l'evacuazione dei detriti, spostamento del collettore fognario in rue de Rivoli e di numerose condotte dell'acquedotto. I lavori procedono a tempo di record: durano appena venti mesi, e sono condotti dall'ingegner Fulgence Bienvenüe e finanziati dalla città di Parigi. La linea è divisa in undici lotti ripartiti fra più imprese. Per ridurre la durata del cantiere, i tunnel furono realizzati seguendo il tracciato delle vie parigine, col metodo scava-copri, causando gravi disagi alla circolazione urbana. Ogni giorno circa 1000 metri cubi di detriti vengono evacuati dal sottosuolo. Per portarli via furono allestiti convogli ferroviari speciali.
L'appalto per la gestione della linea 1 del metrò fu affidato alla Compagnie du chemin de fer métropolitain de Paris, il 15 giugno 1900, che provvede all'acquisto dei treni e all'istruzione del personale.
La linea viene aperta ufficialmente senza alcuna cerimonia il 19 luglio 1900, per poter servire i II giochi Olimpici che si tengono quell'anno al bois de Vincennes. Gli ingressi delle stazioni, in stile liberty sono realizzati dall'architetto Hector Guimard.
I parigini familiarizzano in fretta col nuovo mezzo di trasporto, che permette miglior comfort e risparmio di tempo di percorrenza rispetto ai mezzi di superficie. La società gestrice dovette presto aumentare la frequenza delle corse e allungare i treni, che passano da due a tre e infine a otto vetture. Ma i mezzi in uso a quel tempo palesarono in fretta la loro inadeguatezza all'espletazione del servizio.
A dicembre 1900 i viaggiatori trasportati sono già quattro milioni, e ciò spinge ad accelerare sul completamento delle altre linee. Si cantierizzano le linee 2-Nord e 3, seguite poco dopo da 2-Sud, 5 e 4.
Sull'onda del successo vi fu anche il primo sciopero generale del personale (dal 29 al 31 gennaio 1901), che rivendicava condizioni di contratto più vantaggiose.

## L'incidente di Couronnes

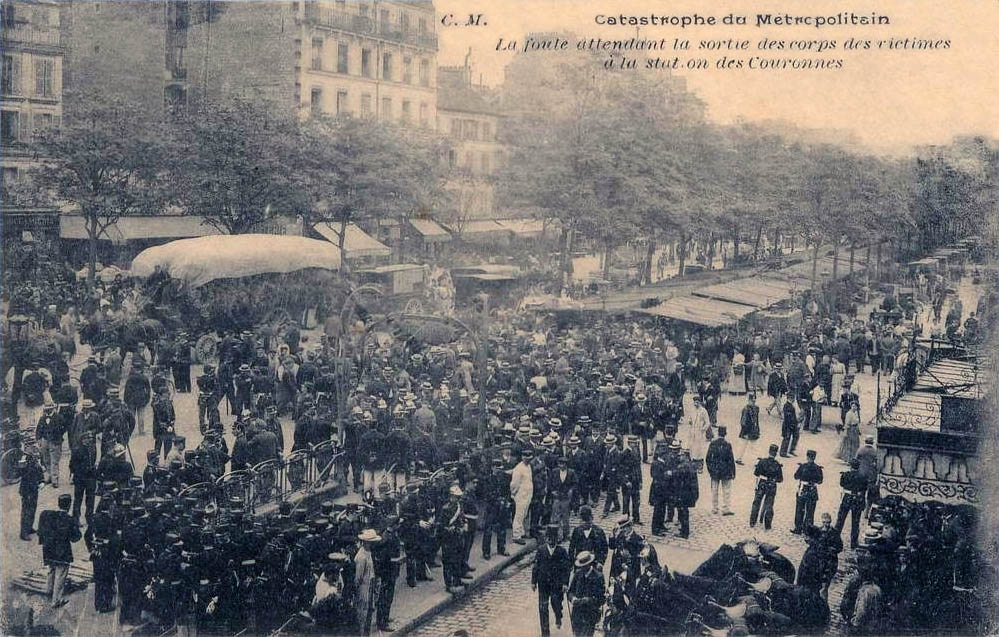
La folla radunata alla stazione di Couronnes alla notizia della catastrofe.

Il 10 agosto 1903, divampa un principio d'incendio su un treno in servizio sul ramo nord della Linea 2 alla fermata di Barbès. Il convoglio viene evacuato e i passeggeri sono reimbarcati sul treno seguente, che però si arresta a Couronnes e non riparte. I viaggiatori sono nuovamente evacuati e vengono invitati ad uscire dalla stazione, ma essi rifiutano di farlo senza essere stati rimborsati del costo del biglietto. D'improvviso salta la luce; i viaggiatori spaventati tentano di fuggire, ma nella concitazione e nel buio si addentrano ancor di più nel tunnel saturo di fumo. 84 persone muoiono asfissiate, in quella che è la peggiore tragedia della metropolitana parigina. L'incidente darà impulso allo sviluppo di nuove misure di sicurezza, come il sezionamento della linea elettrica (per evitare un black-out totale), l'installazione di luci d'emergenza nei tunnel e la sostituzione delle componenti in legno dei treni con il ferro. Vengono inoltre abbandonate le vetture ad asse singolo in favore di quelle a carrelli e, a partire dal 1908, viene sviluppato un sistema per il comando a distanza delle motrici.

## La metropolitana sotto la Senna

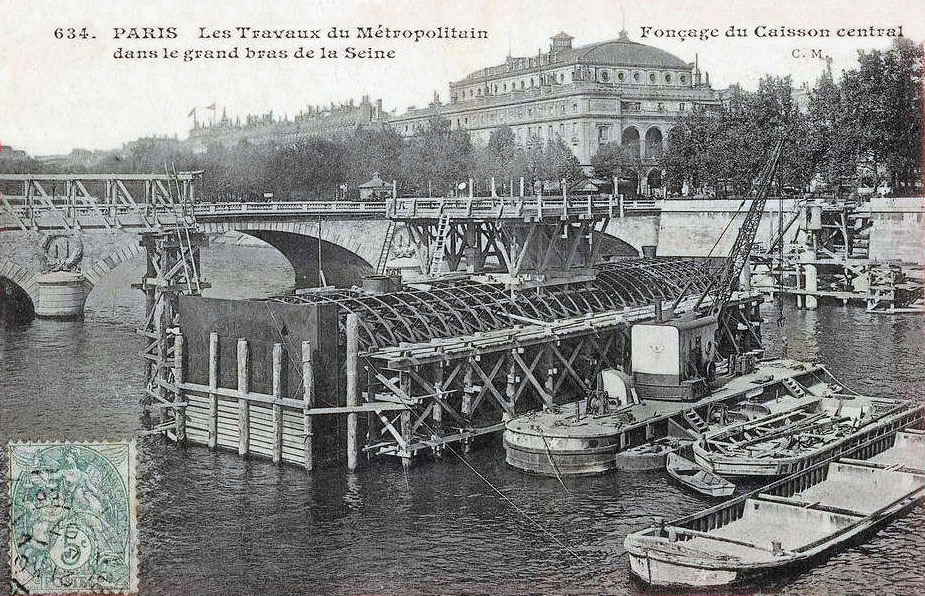
Realizzazione del tunnel sotto la Senna.

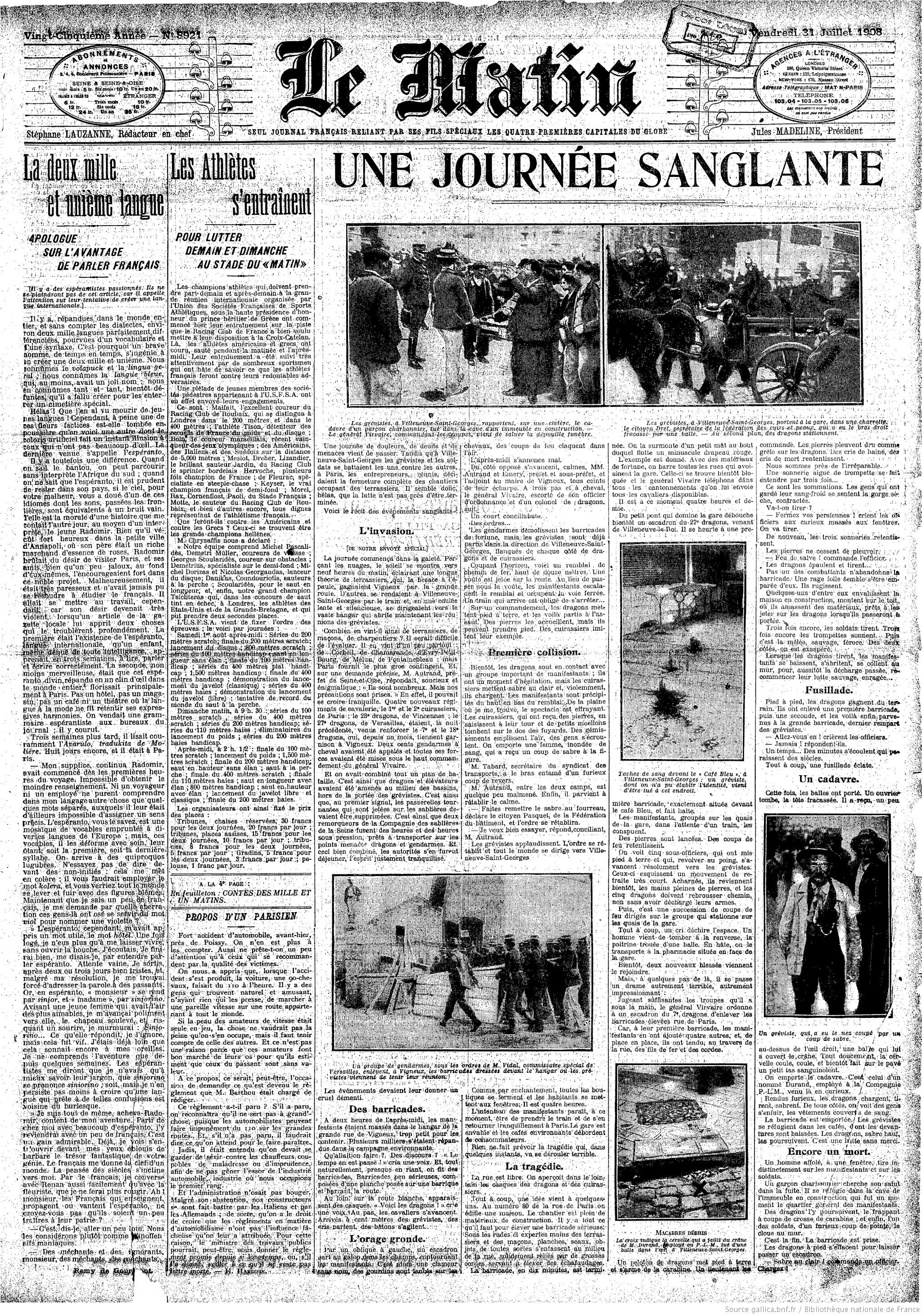
« Une journée sanglante », da Le Matin del 31 luglio 1908: la costruzione del metrò causò importanti conflitti sociali. Sotto Georges Clemenceau, fu indetto uno sciopero a Draveil-Villeneuve-Saint-Georges da parte di alcuni operai coinvolti nella realizzazione della rete.

Particolarmente attesa fu l'apertura della linea 4, che seguiva l'asse nord-sud della capitale francese. Tuttavia la scelta del tracciato causò aspre polemiche, soprattutto per l'idea di realizzare un tunnel sotto la Senna.
I lavori, partiti nel 1905, furono assai spettacolari. Per realizzare il tunnel subacqueo furono realizzati dei grandi "cassoni" prefabbricati in cemento, che furono poi posati nel letto del fiume. Stessa cosa fu fatta per le stazioni Cité e Saint-Michel, le cui strutture, prefabbricate, furono calate direttamente nel suolo parigino. Il sottopasso della linea ferroviaria Parigi-Orléans (oggi linea C del Réseau express régional) fu anch'esso delicato, in quanto il terreno era fangoso e inadatto al metodo descritto sopra. Si scelse allora di congelare il terreno a -24 °C per mezzo del cloruro di calcio, che permise di lavorare a secco.
La linea 4 fu aperta il 21 aprile 1908 sulla tratta Porte de Clignancourt - Châtelet, per poi essere prolungata dal 30 ottobre 1909 tra Porte d'Orléans e Raspail. Il troncone centrale, comprendente la traversata subacquea della Senna, fu aperto il 9 gennaio 1910, per poi essere chiuso qualche giorno dopo a causa dell'esondazione della Senna.

## La "Metropolitana Nord-Sud"
Nel 1901 la città di Parigi concede una licenza all'ing. Jean-Baptiste Berlier per la costruzione di nuove linee del Metrò. Viene creata allo scopo la société du chemin de fer électrique souterrain Nord-Sud de Paris per la costruzione di una linea a grande profondità, simile alla metropolitana di Londra. Questo progetto fu accantonato a causa della cedevolezza del suolo parigino, facendo ripiegare su linee più superficiali, simili a quelle concepite dall'ing. Bienvenue. In sequenza furono dunque costruite la linea A del Nord-Sud aperta il 5 novembre 1910, e la linea B, aperta il 26 febbraio 1911.

## Verso la guerra
Nel 1910, le sei linee della metropolitana concepite nel 1898 sono tutte aperte e in servizio. Il successo del sistema spinge ad accelerare la costruzione di due nuove linee, le odierne 7 e 8. L'inondazione di Parigi del 1910 impone però una brusca battuta d'arresto ai lavori.
Alla vigilia della Prima Guerra mondiale, la rete ferroviaria metropolitana è gestita da due società (CMP e Nord-Sud), per un totale di 10 linee e 91 km di strada ferrata. Otto linee sono gestite dalla CMP e due dalla Nord-Sud (le attuali linee 12 e 13 a nord di Saint-Lazare). I passeggeri sono 55 milioni nel 1901, per poi passare a 318 milioni nel 1910 e a 467 milioni nel 1913.

## La Prima Guerra Mondiale

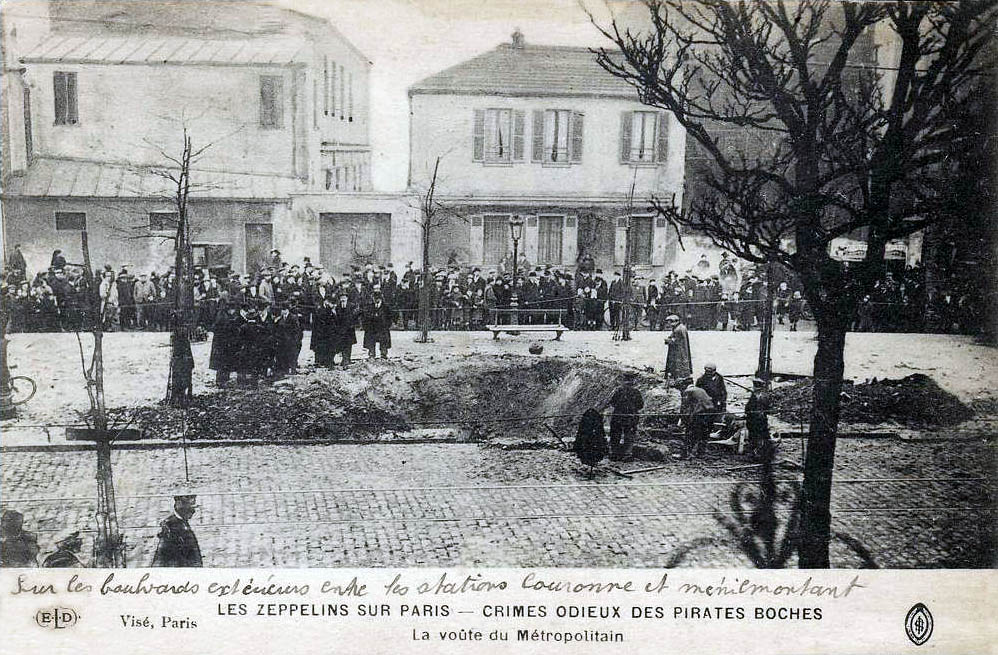
La volta di una stazione del metrò sfondata da una bomba lanciata da uno Zeppelin.

Durante la guerra, a causa della drastica riduzione dei trasporti di superficie, il traffico nel metrò aumenta. La lunghezza della rete viene comunque ridotta, sebbene non si fermino i lavori di ampliamento, sebbene rallentati. Così la linea 7 è prolungata a Palais-Royal nel 1916, e la linea A "Nord-Sud" si attesta a Porte de la Chapelle. Le operazioni sono rese complesse dalla riduzione di personale, partito in massa per il fronte, che viene in parte rimpiazzato da donne. S'inizia ad adottare in questo periodo la chiusura centralizzata delle porte delle carrozze, che consente di ridurre il numero di addetti al controllo dispiegati sui treni.
I rischi di bombardamento e la carenza di energia elettrica spingono le autorità a ridurre le corse e a diminuire l'illuminazione dei treni: i convogli circolano praticamente nella penombra, spesso rischiarati da delle lampade ad olio. L'11 marzo 1918 la stazione Bolivar, adibita a rifugio antiaereo, vede consumarsi un dramma: la folla, udendo il fracasso delle bombe, viene presa dal panico e si scaglia verso le porte di uscita, che sono tuttavia fatte solo per aprirsi verso l'interno (dunque non a spinta). Nella calca muoiono 66 persone, e ciò spinge le autorità a dotare le stazioni di porte apribili in entrambi i versi.

## Il primo dopoguerra

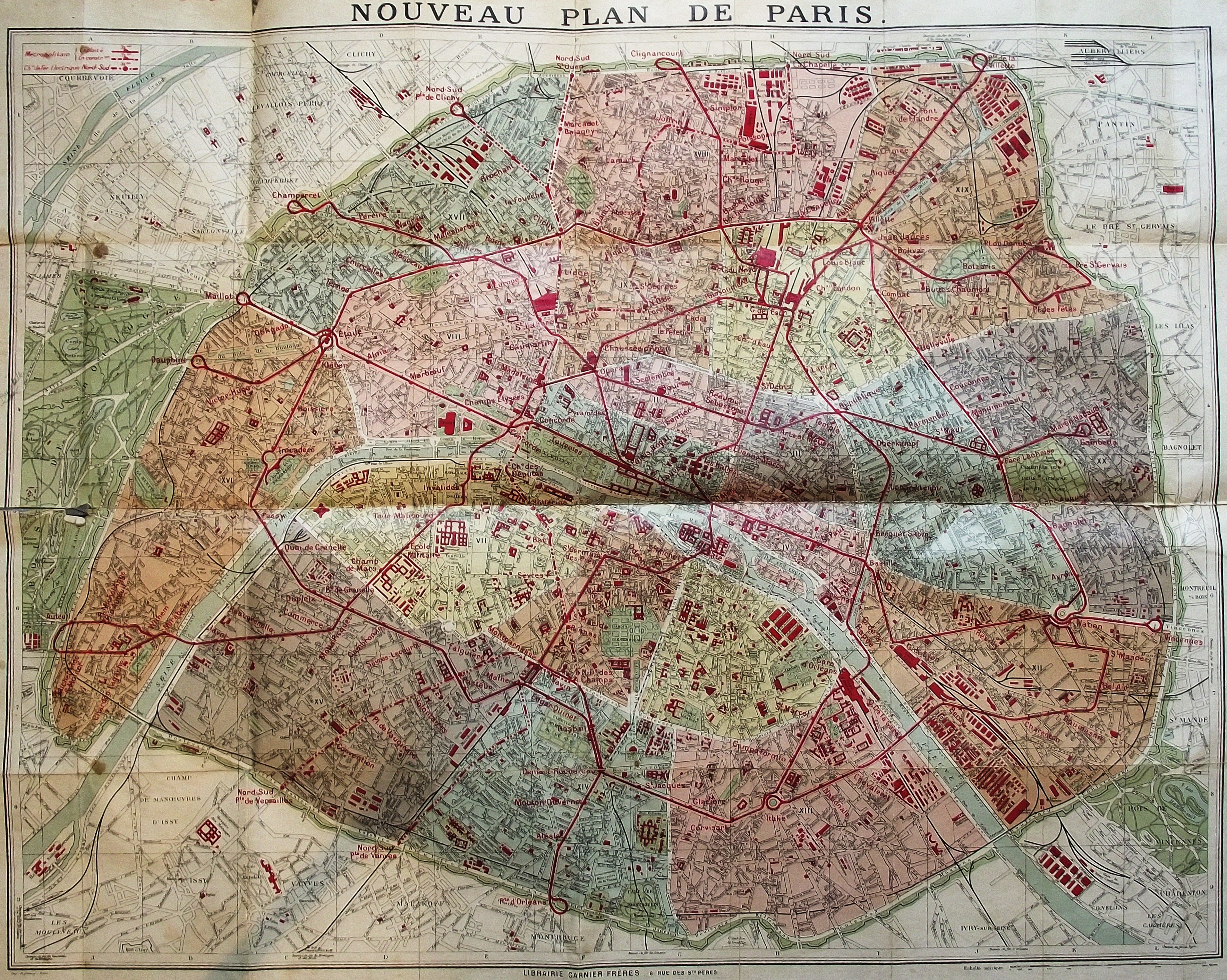
La rete tra il 1916 e il 1921.

Nel 1919 il contesto sociale è particolarmente difficile. Il personale sciopera più volte, chiedendo aumenti di salario e riduzione delle ore di lavoro, che infine vengono concesse. Tuttavia le società di gestione hanno i conti in profondo rosso, non rimpinguati dall'aumento delle tariffe. Nel 1921 l'amministrazione comunale di Parigi si fa carico direttamente della gestione finanziaria delle società esercenti il servizio.
Nel 1922, il consiglio municipale di Parigi approva un progetto, che prevede l'ampliamento della rete sviluppandosi su tre grandi assi trasversali, costituiti dalle linee 7, 8 e 9. Vengono altresì concepite delle linee complementari, la 10 (Invalides - Bastille), la 11 (Châtelet - Porte des Lilas) e la 12 (Porte d'Orléans - Porte d'Italie). Il progetto della 10 sarà più volte rivisto, mentre la 12 non sarà mai realizzata.

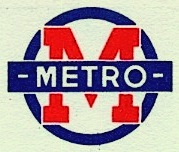
Logo del metrò verso il 1930.

Il 1º gennaio 1930 la CMP si fonde con la Nord-Sud e riprende il controllo di tutta la rete. Le linee A e B sono ribattezzate 12 e 13. Le vetture e le strutture vengono uniformate (in particolare l'alimentazione: la Nord-Sud faceva uso della linea aerea di contatto, la CMP della terza rotaia, che viene implementata anche qui). Nel 1932, viene invece progettata la linea 14 (Montparnasse - Porte de Vanves), riprendendo un vecchio progetto della Nord-Sud.

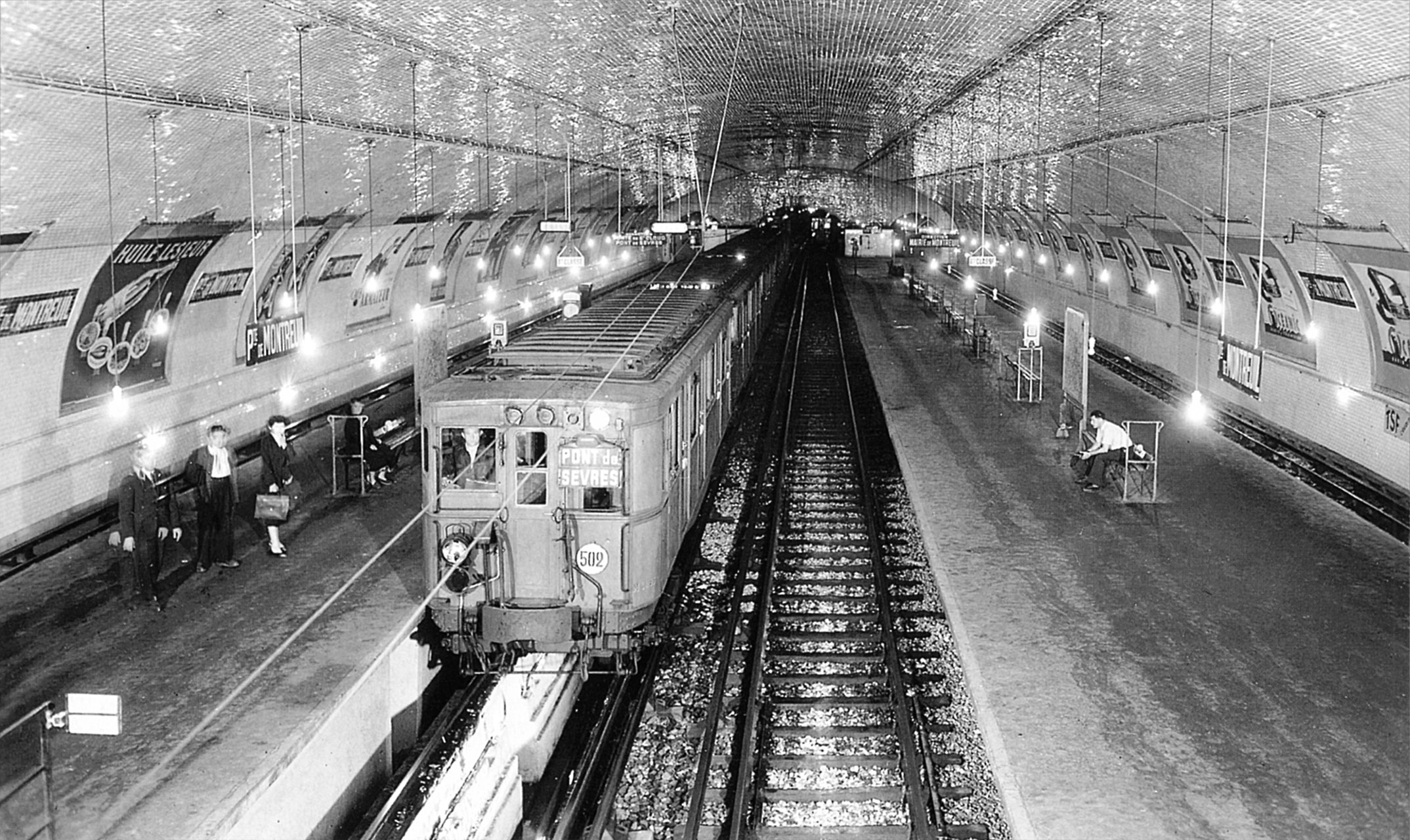
La stazione Porte de Montreuil della linea 9, aperta il 10 dicembre 1933.

Negli anni 1930 la rete continua ad espandersi. Le linee 8 e 9 sono prolungate sotto i Grands Boulevards in un tunnel comune. Il terreno della zona era tuttavia assai cedevole, e ciò causò polemiche nell'opinione pubblica, anche perché secondo molti queste linee ricalcavano spesso i bus di superficie. Ma si procede, e nel 1931 la linea 8 arriva fino a porte de Charenton, per servire la grande esposizione coloniale in programma quell'anno. Nel 1933, la linea 9 raggiunge porte de Montreuil. Nel 1935 viene aperta la linea 11.
Altre linee, in particolare la 7, 8, 10 e 14, vengono modificate. La linea 7 viene prolungata oltre la Senna, con un tunnel subacqueo, nel 1933, ed unita al troncone Jussieu - Porte de Choisy, smembrato dalla linea 10, che nel 1937 viene unita ad altri tronconi, creando un perfetto asse est-ovest; la linea 8 è prolungata al 15º arrondissement e la 14 viene attestata tra Invalides e Portes de Vanves.
In questo periodo appaiono nelle stazioni i grandi pannelli con lo schema della rete, per aiutare i viaggiatori ad orientarsi.

## L'estensione nella banlieue

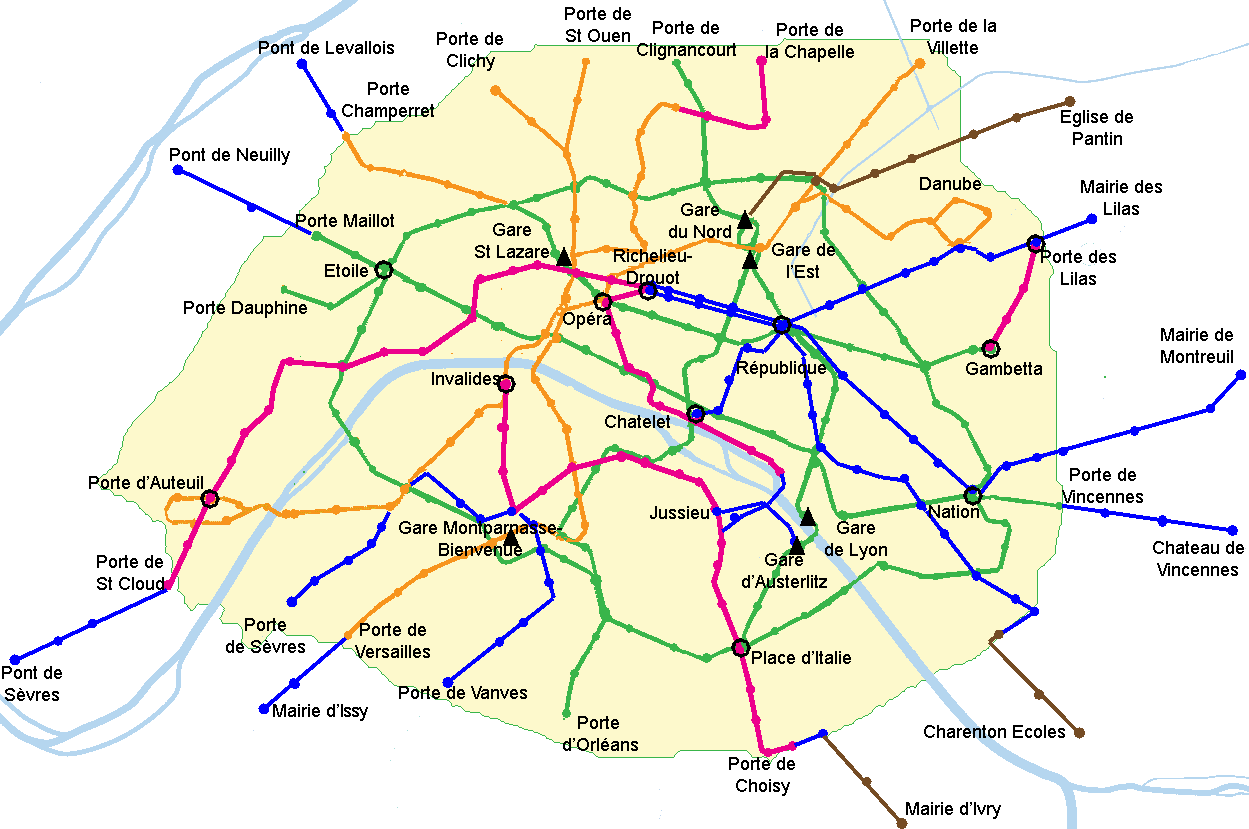
Lo sviluppo della rete negli anni 1930 (tracce blu) e nella Seconda Guerra mondiale (tracce marroni).

Lo sviluppo urbano della banlieue parigina negli anni 1920 costringe la Città di Parigi e il dipartimento della Senna a definire nel 1929 una nuova convenzione sul trasporto pubblico, anche per la costruzione di nuove tratte di metropolitana. La metropolitana si trasforma così in una rete non più municipale, ma regionale, atta a servire un territorio in pieno sviluppo.
Dal 1931 sono messi in cantiere i primi tre prolungamenti: la linea 1 viene estesa a Château de Vincennes, la 9 a Pont de Sèvres e la 12 a Mairie d'Issy. Il 3 febbraio 1934, il metrò sosta per la prima volta in una stazione di banlieue, a Boulogne-Billancourt. Sei settimane dopo, le linee prolungate 1 e 12 vengono messe in servizio. Poco dopo la 1 sarà allungata fino a Pont de Neuilly, la 3 a Pont de Levallois, la 9 a Mairie de Montreuil e la 11 a Mairie des Lilas.
Nel 1937 si avvia un nuovo lotto di ampliamenti. In particolare, la neocostituita SNCF pone le basi per la costruzione del futuro réseau express régional. Nel 1939 la rete si estende per 159 km, di cui 10 allo scoperto e 13 in banlieue, e 332 stazioni. Ma la Seconda Guerra mondiale interrompe per lungo tempo lo sviluppo della rete.

## La Seconda Guerra mondiale

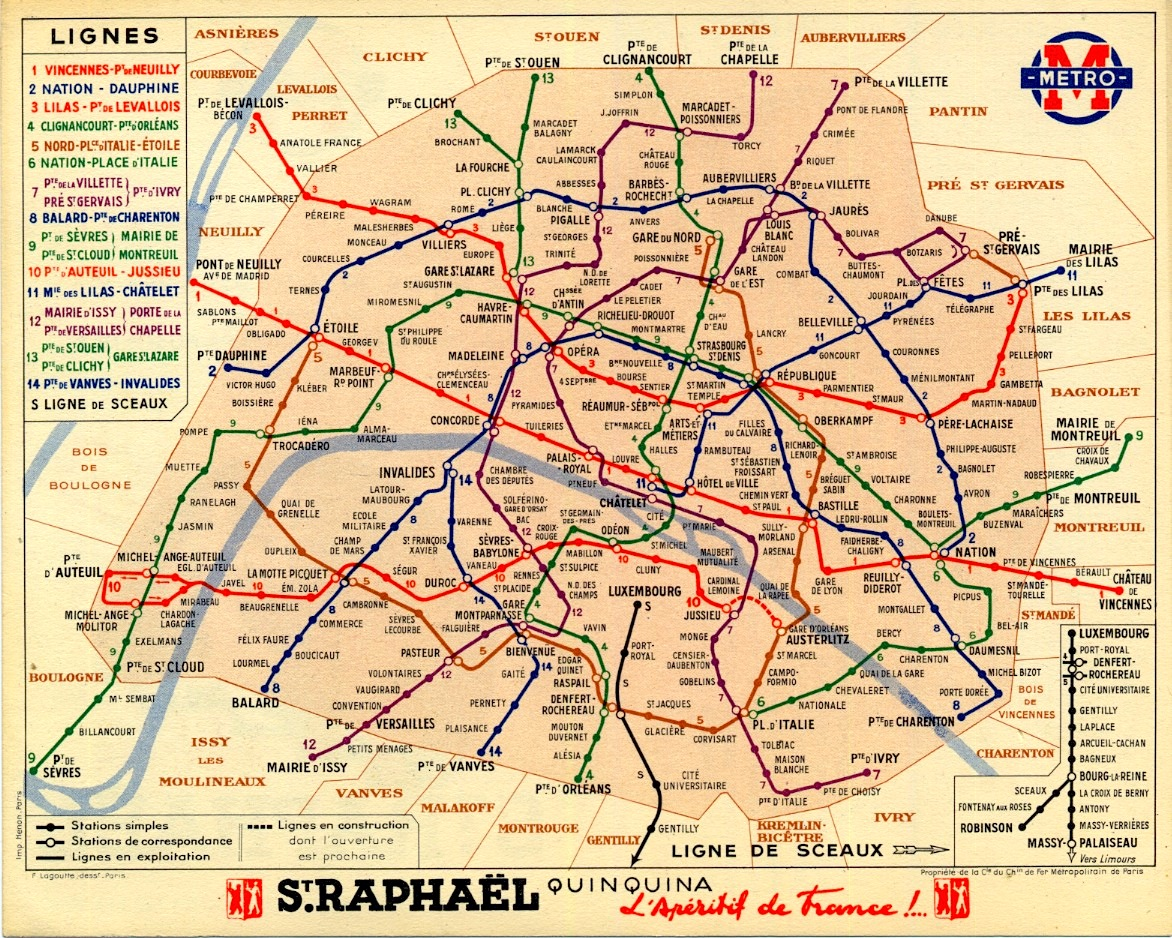
Condizioni della rete nel 1939.

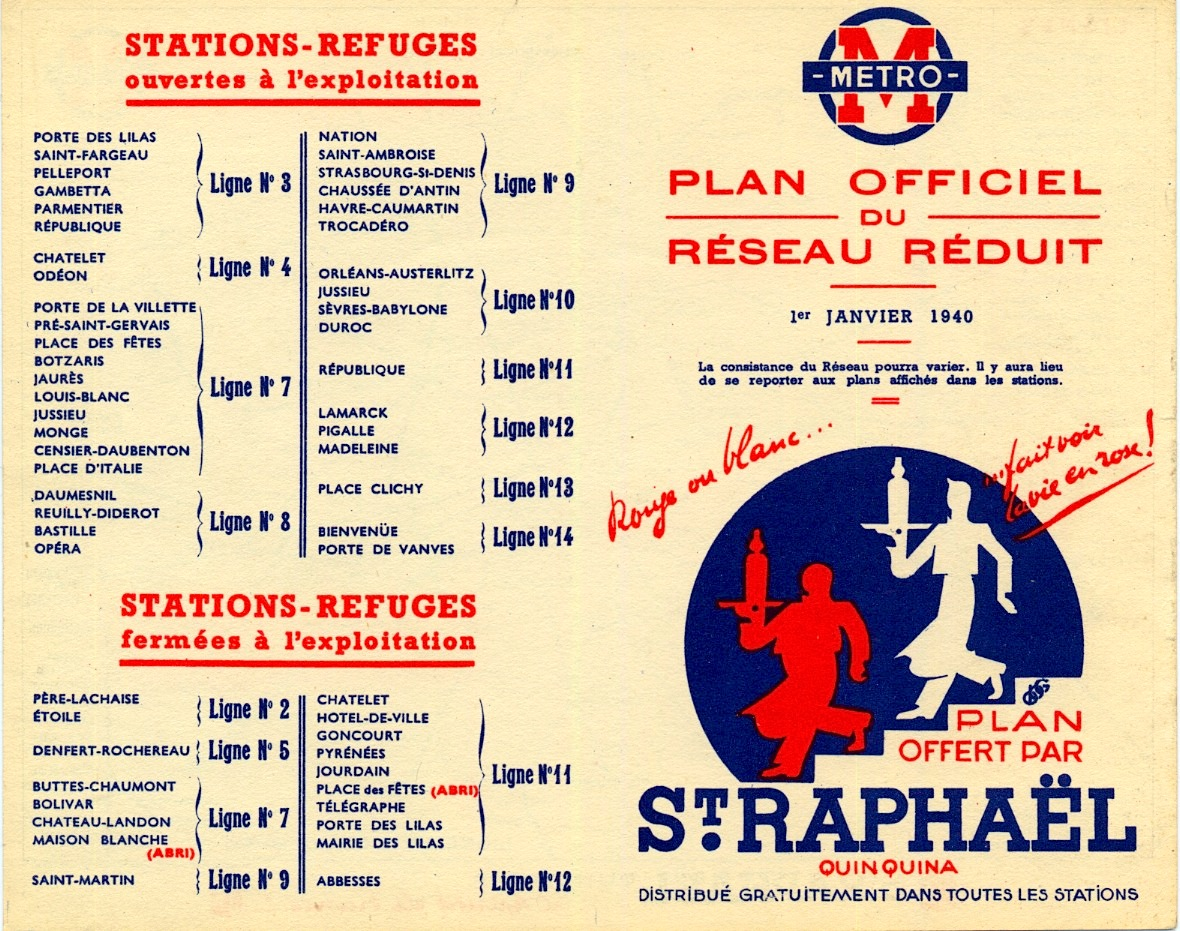
Lista al 1º gennaio 1940 delle stazioni-rifugio aperte e chiuse.

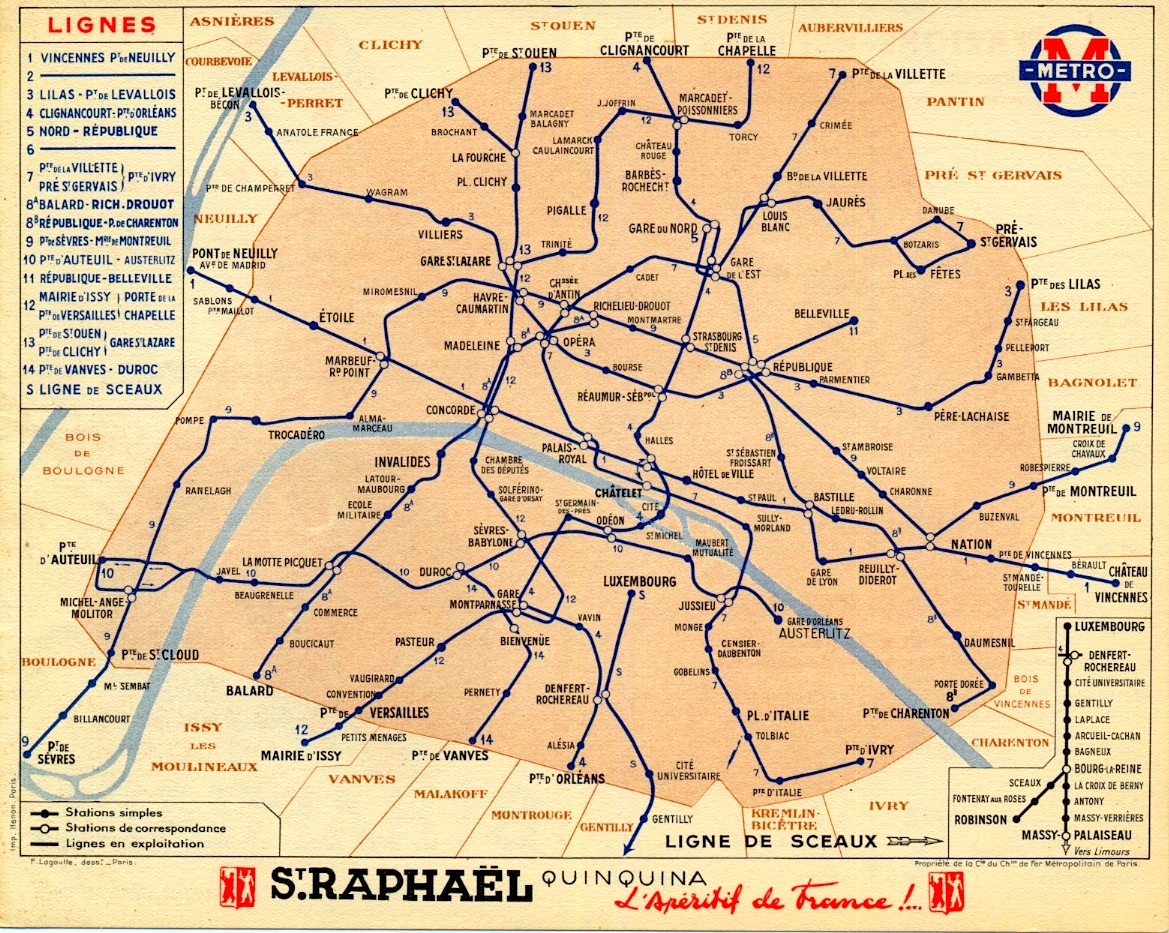
Stato della rete al 1º gennaio 1940.

La mobilitazione generale del settembre 1939 spinge il governo a fermare lo sviluppo della rete. Molte linee e stazioni vengono chiuse al traffico. Solo 85 stazioni rimangono aperte. Una buona parte sarà riaperta nelle settimane seguenti con il ritorno di parte del personale, ma altre resteranno inattive. Con la fuga dei parigini nel 1940, il traffico si riduce a 300.000 viaggiatori, che però torneranno a superare il miliardo nel 1941, dato che rimase de facto l'unico mezzo pubblico regolarmente in servizio, a causa della penuria di carburanti e della chiusura delle linee tramviarie. Nel 1943 i viaggiatori sono 1,32 miliardi. La guerra inoltre non ostacola alcuni piccoli ampliamenti: la linea 5 viene estesa a Église de Pantin e la 8 a Charenton - Écoles.
Ma la carenza di energia elettrica causa non pochi disguidi alla rete, oltre ad un rincaro dei biglietti. Nel giugno 1941, il governo di Vichy progetta un cambio di gestione, che però non sarà mai attuato: la CMP ottiene in gestione i trasporti di superficie, fino a quel momento gestiti dalla STCRP, in un'ottica di progressivo accentramento in un unico ente della gestione dei trasporti pubblici locali. Tra il 1943 e il 1944, la rete, già messa in ginocchio dalla mancanza di personale e di energia elettrica, viene gravemente danneggiata dai bombardamenti. Alcune stazioni vengono letteralmente sfondate dagli ordigni (Simplon, Pont de Sèvres, Billancourt), altre, le più profonde, servono da rifugio antiaereo.
Alla liberazione, il metrò è pressoché fermo e necessità di ingenti interventi di manutenzione. Il 1º gennaio 1945, alla CMP viene revocata la concessione di trasporto pubblico e i suoi dirigenti, considerati collusi con l'invasore tedesco, vengono inibiti dal ministro dei Trasporti René Mayer. Malgrado un contesto socio-economico difficile, appronta un'amministrazione straordinaria per portare avanti il servizio. Tuttavia, la paralisi dei mezzi di superficie fa registrare nel 1946 un picco di 1,6 miliardi di passeggeri. Nel 1947, viene aperta la stazione di Mairie d'Ivry, primo intervento postbellico.

## Nasce la RATP

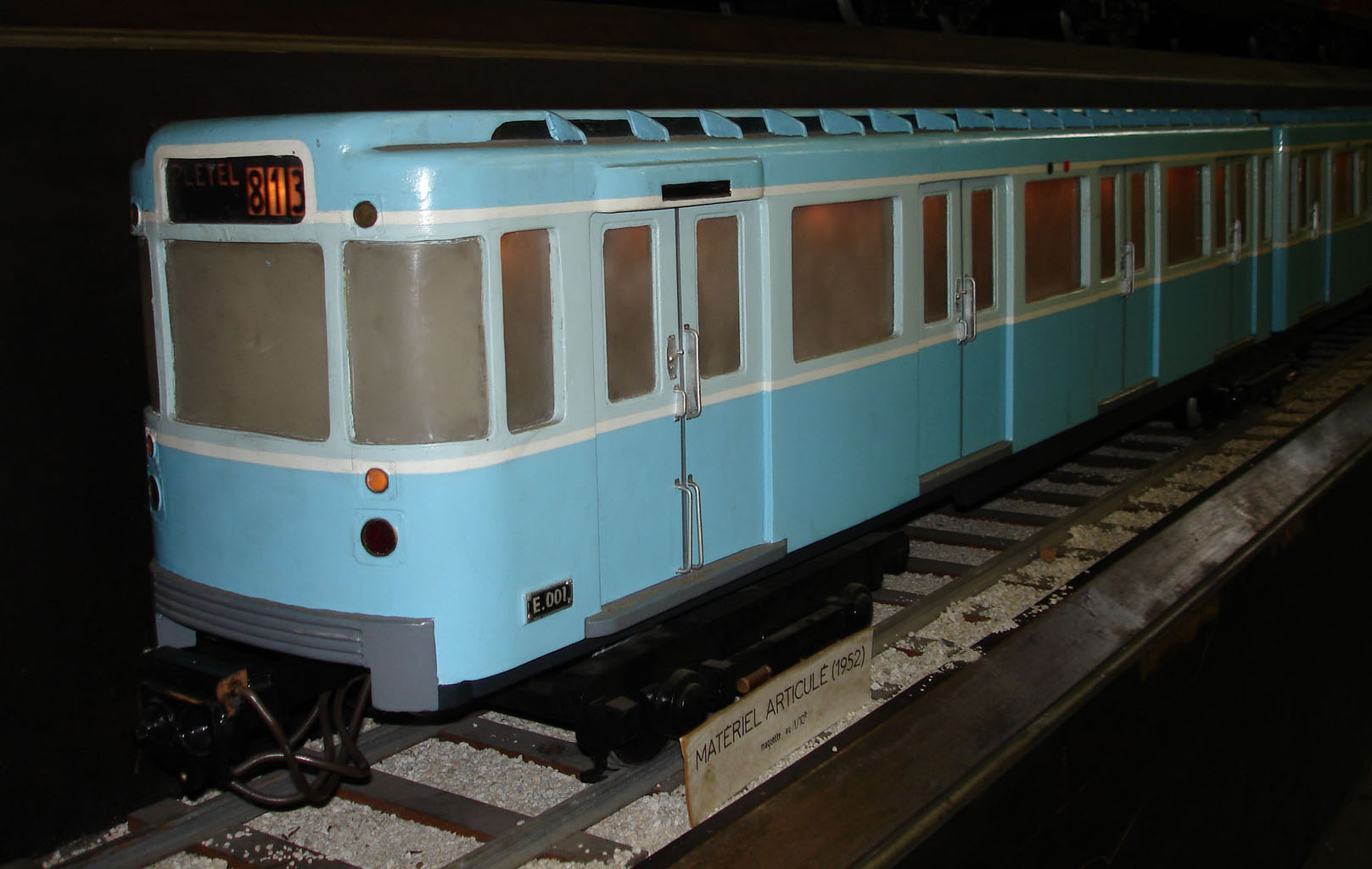
Modellino di un convoglio MA 51, al museo dei trasporti di Parigi.

La legge del 21 marzo 1948 istituisce l'office régional des transports parisiens, autorità di riferimento sulla rete, e con esso la Régie autonome des transports parisiens (RATP), nuova società concessionaria di tutti i mezzi pubblici (sotterranei e di superficie) della città di Parigi. Malgrado risorse finanziarie ridotte, la neonata società mette subito in pratica la modernizzazione della rete. Nel 1951, la RATP presenta un piano decennale di gestione. Lo sforzo principale si concentra sul materiale rotabile vetusto: il 20%  dei convogli risale infatti a prima del 1915. Il piano teorizza altresì ulteriori estensioni della rete in banlieue, ma nessuno di essi si mette in pratica, causa mancanza di fondi e volontà; solo il nuovo tratto per Carrefour Pleyel della linea 13, in costruzione dal tempo della guerra, sarà messo in funzione nel 1952.
Su quest'ultima tratta arriva però il nuovo treno MA 51 (MA sta per matériel articulé), che segna un punto di rottura nei confronti dei vecchi convogli Sprague-Thomson. Il suo aspetto moderno, con sedili in cuoio ed illuminazione a fluorescenza, lo fa presto apprezzare dal pubblico, che riprende a dimostrare interesse per la rete metropolitana.

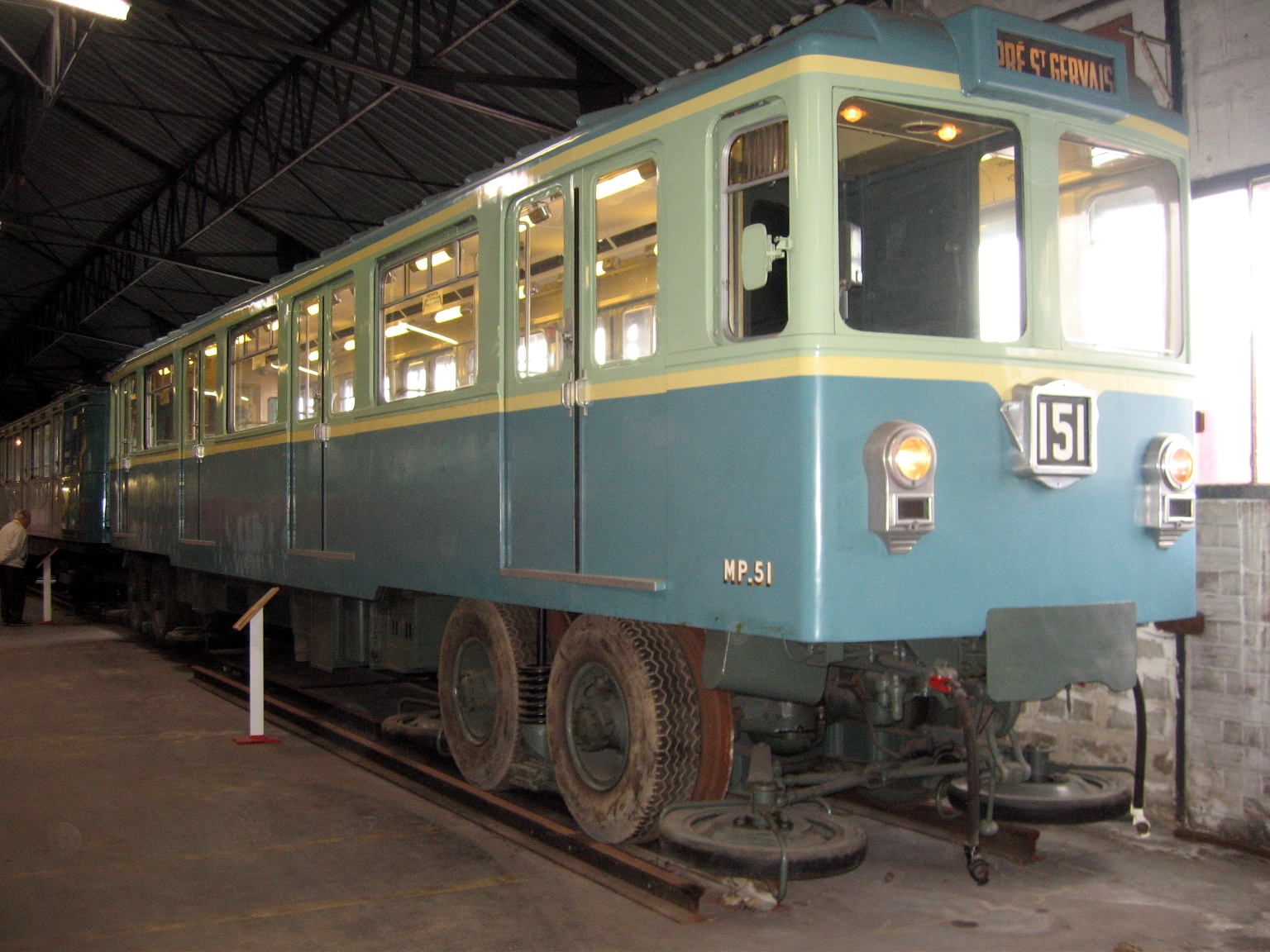
Motrice MP 51 al museo dei trasporti di Parigi.

Ma la vera rivoluzione preparata dalla RATP è un'altra: la metropolitana su gomma. Più silenziosa e redditizia in accelerazione e frenata, questa tecnologia consente di aumentare la frequenza dei treni e diminuire il cronico sovraffollamento di talune linee. Il convoglio scelto per questo nuovo servizio è il MP 51, sperimentato da luglio 1951. I risultati soddisfacenti spingono la RATP ad ordinare una versione migliorata di questo mezzo, il MP 55, che viene messo in servizio sulla linea 11 dal 1956. La presentazione ufficiale alla stampa avviene l'8 novembre 1956, riscuotendo subito un grande successo · .
Parte in parallelo la modernizzazione delle stazioni, con posa di illuminazione a fluorescenza e miglioramento dell'accessibilità. Ma tale rinnovamento risulta difficile da mettere in pratica, causa la cronica mancanza di fondi. La RATP sceglie di rivestire di pannelli metallici le pareti di alcune stazioni, prima fra tutte Franklin D. Roosevelt nel 1957, che per la sua estetica, rivoluzionaria per lo standard del metrò parigino, diviene assai famosa.
Nel 1959, l'office régional des transports è sostituito dal Syndicat des transports d'Île-de-France, organismo gestito dallo Stato e dalle amministrazioni locali. La sua missione è approvare progetti di sviluppo e stabilire le tariffe. Nel frattempo, sull'onda del successo della linea 11, la RATP converte agli pneumatici le linee 1 e 4, tra le più frequentate della rete. Ma il solo uso di treni su gomma non basta a decongestionare tali linee, pertanto le banchine delle stazioni vengono allungate a 90 metri e i treni portati a 6 vetture. La linea 1 è convertita a pneumatici tra il 1963 e il 1964, mentre la 4 tra il 1966 e il 1967, accrescendo la loro capacità di circa il 30%.

## Nuovi prolungamenti in banlieue
Tra il 1965 e il 1967, dopo 15 anni di pausa, ricominciano le opere di ampliamento della rete. La circolazione automobilistica è in crescita, la rete di trasporti di superficie è sempre più congestionata, rendendo il metrò l'unica alternativa possibile. Vengono dunque promossi nuovi ampliamenti, con la linea 3 che viene prolungata da Gambetta a Gallieni, con relativa separazione della diramazione per Porte des Lilas, che nel 1971 diventa linea a sé stante, con il numero 3 bis. La linea 8 viene estesa a Maisons-Alfort, poi a Créteil afin per servire la neocostituita prefettura di Val-de-Marne e la linea 13 da Saint-Lazare viene condotta a Miromesnil, nell'intento di costruire un asse nord-sud.
Nel medesimo periodo viene costruito e messo in funzione il Réseau express régional (RER), che assicura un collegamento ancor più capillare con la banlieue e le periferie. I primi tronconi del RER vengono ricavati da preesistenti linee ferroviarie e dati in gestione alla RATP: si tratta della linea di Vincennes ad est e della Parigi - Saint-Germain-en-Laye ad ovest. Tutte le restanti linee vengono invece date in gestione alla SNCF.

## La modernizzazione del metrò
Negli anni 1970 molteplici innovazioni tecnologiche modificano in profondità il metrò parigino, in particolare l'implementazione dei treni a comando automatico, del biglietto magnetico e dei tornelli d'ingresso (con conseguente parziale sparizione della figura del controllore), che tuttavia dispiacque a non pochi fruitori del metrò. Al contempo numerose stazioni subìscono un restyling, che va a soppiantare le vecchie pareti ricoperte in maiolica. Il nuovo stile adottato nelle stazioni sarà definito «style Mouton», dal nome della prima stazione che riceverà questo impianto, nel 1969: Mouton - Duvernet, sulla linea 4. Entra inoltre in funzione il sistema di controllo automatico dei treni, le cui sperimentazioni erano partite nel 1951 sul MP 51, che consente di migliorare la gestione dei treni in linea.

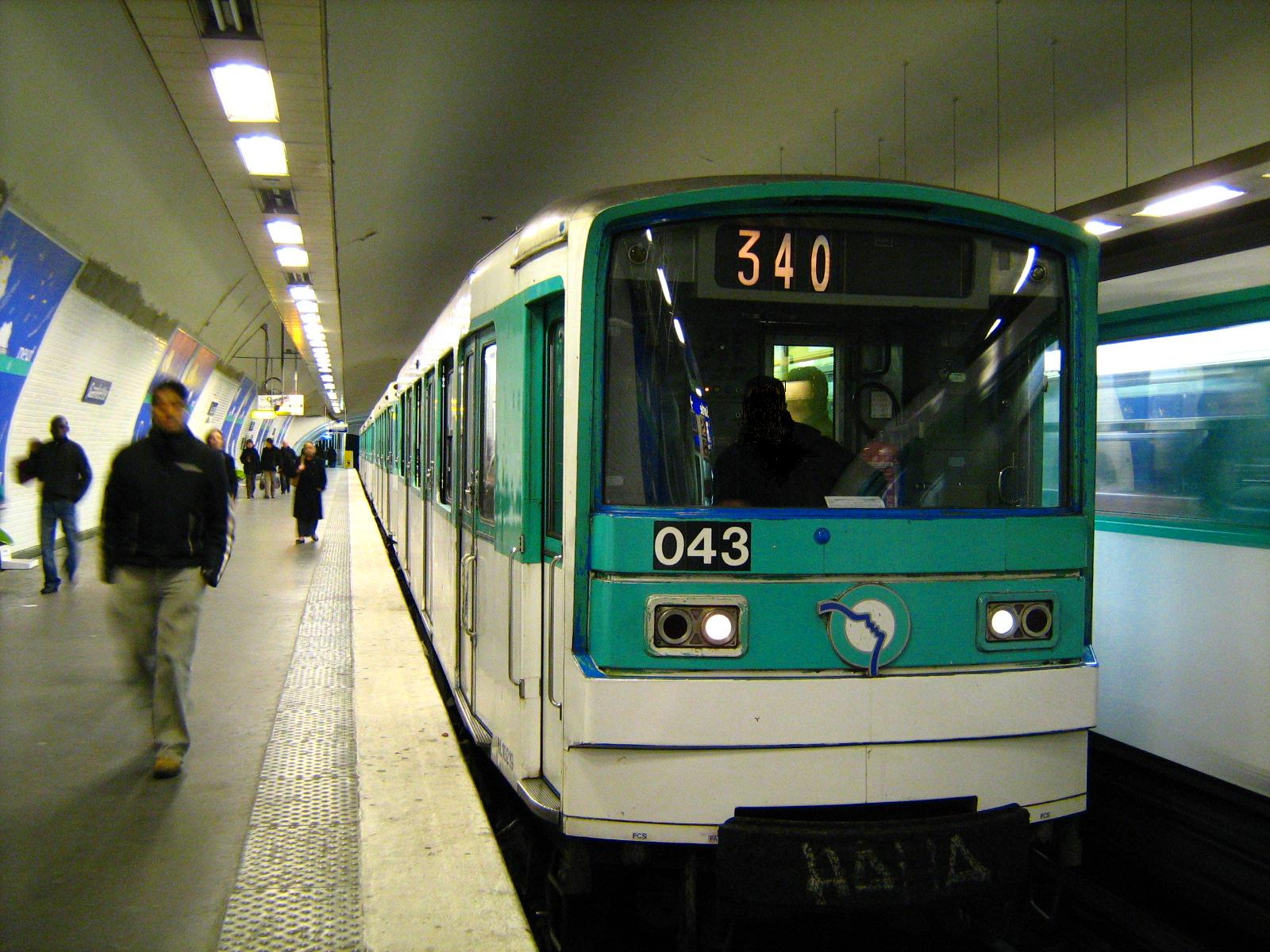
Convoglio MF 67 della linea 3 in transito a Gambetta.

Anche i treni vengono rinnovati, con la messa in servizio dei nuovi convogli MF 67, che vanno a soppiantare gli storici treni Sprague-Thomson. Il progetto della metropolitana su gomma è invece abbandonato, a causa dei costi elevati e dell'eccessiva durata dei lavori di conversione della rete, ma anche grazie all'aumentata efficienza dei treni su ferro. Solo la linea 6 sarà convertita agli pneumatici, nel 1974, con l'introduzione dei treni MP 73, ma in questo caso l'accorgimento serve a ridurre la rumorosità della linea, che corre perlopiù all'aria aperta. Nel settembre 1978 arriva il MF 77, detto  «métro blanc» (metrò bianco) per la sua livrea, che segna un punto di rottura con i treni fino ad allora in uso, con la sua forma bombata e il design pulito e moderno. Assai silenzioso e confortevole, viene destinato alle linee a lunga percorrenza 7, 8 e 13. Il suo arrivo accelera il rinnovamento del parco mezzi; il 9 aprile 1983 l'ultimo treno Sprague-Thomson viene alienato, dopo 75 anni di servizio. Da allora, i convogli superstiti saranno usati solo in occasioni speciali.
Sotto la direzione di Pierre Giraudet, direttore generale della RATP dal 1972 al 1975, partono nuovi collegamenti extramunicipali: la linea 13 viene allungata a Châtillon-Montrouge, poi a Saint-Denis - Basilique nel 1976, e a Asnières-Gennevilliers - Gabriel Péri nel 1980, la linea 7 si attesta a Fort d'Aubervilliers nel 1979, per poi trovare i suoi nuovi capilinea a Villejuif - Louis Aragon (ramo sud) nel 1985, e La Courneuve - 8 mai 1945 (ramo nord) nel 1987. La linea 10 viene estesa a Boulogne - Pont de Saint-Cloud nel 1981, facendo di Boulogne-Billancourt l'unica banlieue servita da due linee del metrò. Escluse le linee semicircolari 2 e 6, solo la linea 4 rimane all'interno del centro cittadino. Ma l'intervento più significativo è, nel 1976, la fusione della linea 14 nella linea 13, con un nuovo tunnel subacqueo sotto la Senna.

## La nuova linea 14 e il centenario del metrò

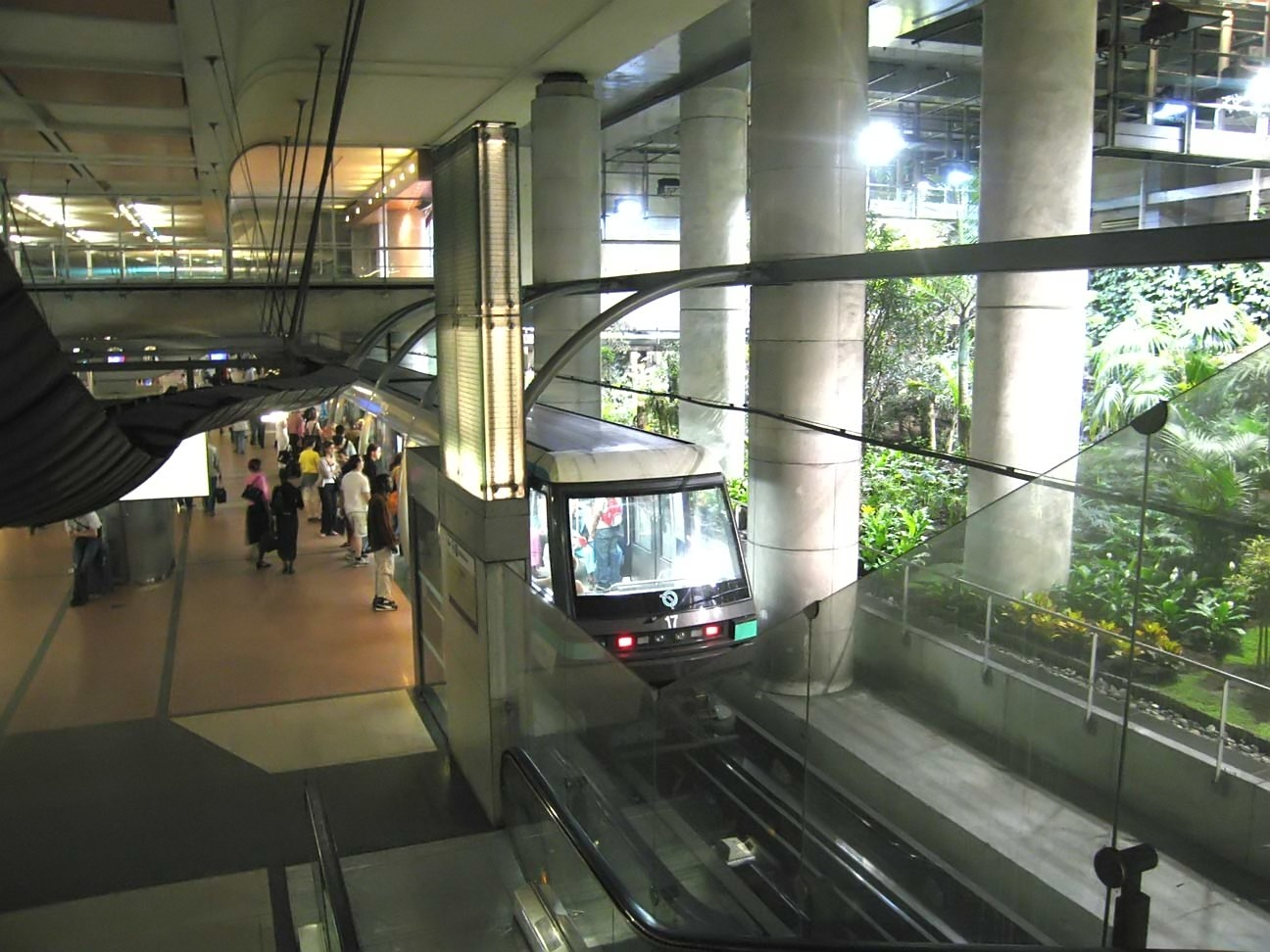
Treno MP 89 CA in sosta a Gare de Lyon, sulla linea 14.

Il 15 ottobre 1998 entra in servizio la nuova linea 14, nota anche com Meteor. Era dal 1937 che a Parigi non venivano istituite nuove linee del metrò.
La nuova linea rompe decisamente col passato, con le sue stazioni spaziose, dotate di banchine lunghe 120 metri e distanze tra le fermate simili a quelle del RER, che consentono velocità d'esercizio superiori. Ma il vero marchio di fabbrica della linea è il MP 89, treno completamente automatico, senza conduttore, e le stazioni dotate di porte antisuicidio, parallele ai binari, che si aprono solo in presenza di un treno. Questa è la prima linea metropolitana al mondo in una capitale di stato a funzionare senza conduttori ed apre la strada alla progressiva totale automazione della rete. Nel 2000, il metrò celebra i suoi primi 100 anni di vita, con molteplici iniziative.
Nel 2007 la RATP lancia l'automazione della linea 1, pluricentenaria e frequentatissima, che viene ultimata a fine 2012. Inoltre viene messo in servizio il nuovo treno MF 2000. Vengono inoltre rinnovate a fondo le stazioni, senza tuttavia andare a modificare lo storico ed emblematico rivestimento delle pareti in maiolica. La rete si adatta altresì alle evoluzioni sociali: si riducono le punte di traffico mattutine e serali, mentre sale notevolmente la frequentazione notturna, che spinge a prorogare fino alle 2:00 del mattino l'orario di chiusura del servizio.

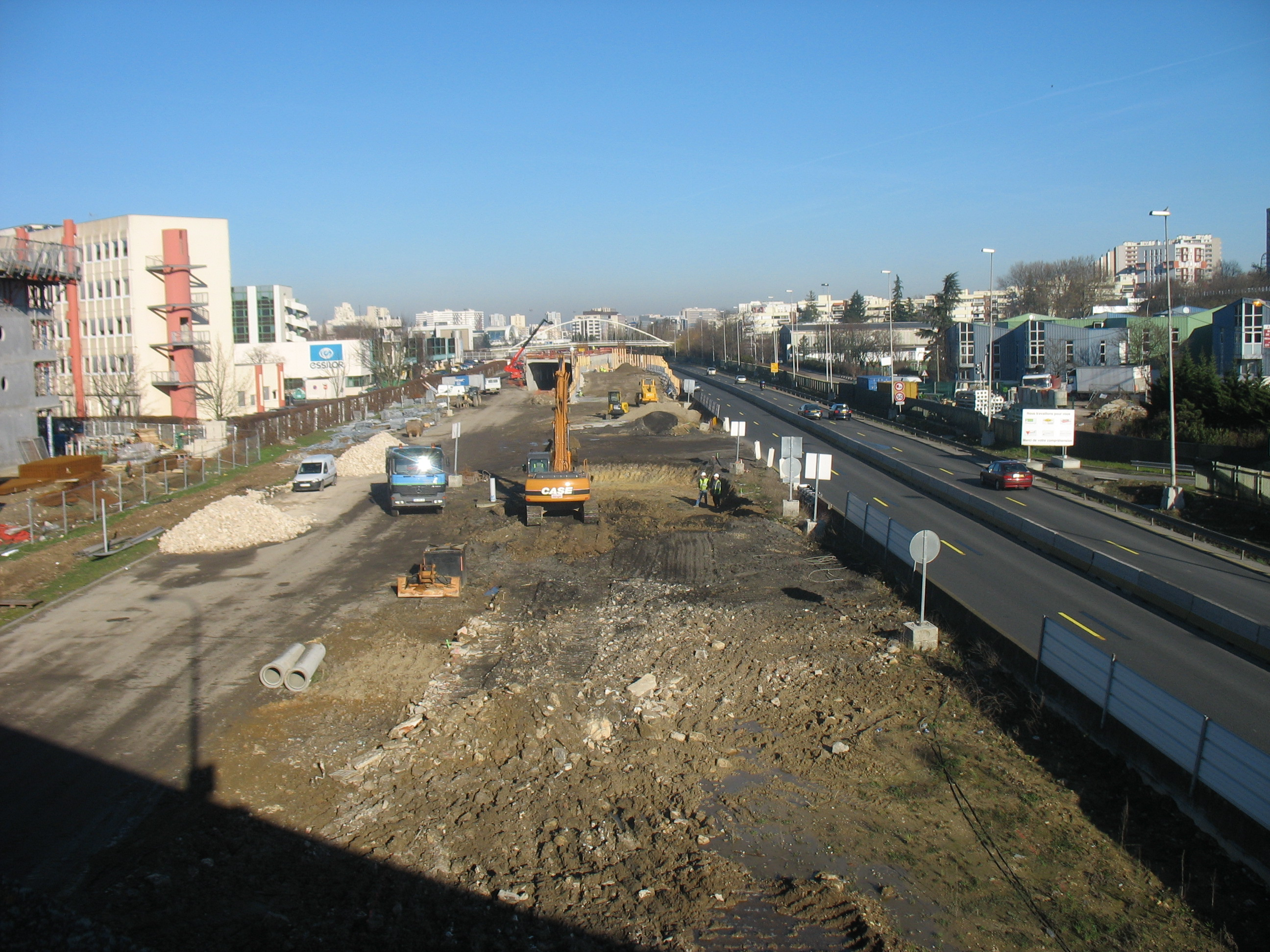
Lavori di allungamento della linea 8 a Pointe du Lac.

Le tappe della costruzione della metropolitana di Parigi dal 1899 al 2012

Nel corso degli anni 2010  sono stati effettuati prolungamenti della linea 8 (estesa a Créteil), della linea 4 e della linea 12. La linea 11 entro il 2023 sarà portata a Montreuil, poi a Rosny-sous-Bois. 
Lo sviluppo della rete si è oggigiorno rallentato: la città di Parigi è ben servita dalla rete esistente, inoltre per servire la banlieue, perlomeno nelle zone meno popolate, incontra sempre maggior favore il tram, meno costoso. In parallelo, la RATP aumenterà la capacità delle sue linee principali, che sono ormai prossime alla saturazione, come la linea 13 nord.